# Quattro bravi ragazzi
Quattro bravi ragazzi è un film del 1993 diretto da Claudio Camarca.

## Trama
Il film narra della doppia vita di tre ragazzi milanesi, che si comportano da bravi ragazzi di giorno e teppisti di notte. René Cordaro è figlio di baristi originari di Napoli, Marco Fumagalli e Davide Chiarelli sono ragazzi milanesi come tanti. A loro si unirà Giorgio Molteni, figlio di papà privilegiato ma dal carattere mentalmente instabile e la situazione peggiorerà in quanto i piccoli crimini diventeranno più gravi. Lunapark, stazioni di servizio, autogrill, zone abbandonate sono teatro dei loro crimini, e sono comandati da Marcione, magnaccia di cui dopo i ragazzi finiranno per essere dipendenti. Alcuni di loro finiranno in prigione: René e Giorgio continueranno il loro gioco, altri si pentiranno dei gesti compiuti (Davide cambia scuola e Marco lascia la compagnia per fidanzarsi con la ex di René). Un videogioco virtuale presagisce il destino infausto dei due ultimi protagonisti, René e Giorgio.

## Produzione

### Riprese
Il film è stato girato a metà agosto del 1992 a Milano all'interno del silos dello stabilimento Fina di via Eritrea, al Parco Ravizza, all'interno di un pornoshop in via Sammartini, 12 nei pressi della stazione di Milano Centrale, nei giardini di Largo Marinai d'Italia, vicino alla Palazzina Liberty, sul ponte di ferro alla stazione di Porta Genova, al lunapark delle Varesine, sopra il cavalcavia Giardini e davanti al Tribunale.

## Colonna sonora
La colonna sonora è stata pubblicata su CD dall'etichetta discografica Cam Jazz.

## Accoglienza

### Critica
Il film ha riscosso un giudizio contrastante, critiche scaturite da una superficialità nella sceneggiatura, mista ad una rappresentazione di violenza spesso esasperata.
Michele Placido ha ritenuto inappropriato il suo ruolo nel film.
(Gian Luigi Rondi, Il Tempo, 16 ottobre 1993)
Nora Lanfranchi del Corriere della Sera ha giudicato il film quale una versione meneghina di Mery per sempre.